# Économie du Bangladesh
L'économie du Bangladesh est caractéristique des pays en développement et plus spécifiquement des pays les moins avancés. Son produit intérieur brut par habitant de 2008 est de seulement 1 500 $ en PPA, soit bien moins que celui de l'Inde ou du Pakistan, même si le Bangladesh affiche une croissance assez solide autour de 6% (5,9% en 2008/2009). Si la moitié du PIB provient du secteur des services, près des 2/3 des Bangladais travaillent encore dans le secteur agricole, la main-d'œuvre étant abondante et bon marché, mais peu qualifiée. Les principales cultures du pays sont le riz, le jute, les fruits et des légumes et plus partiellement le blé. Les principales sources de devises, sont les exportations de vêtements et de textiles (75,8% en 2007-2008, 80% en 2012 soit 29 milliards de dollars par an réalisé par 5 000 entreprises, ce qui en fait le deuxième exportateur mondial de vêtements derrière la Chine), ainsi que les transferts monétaires des expatriés bangladais travaillant notamment au Moyen-Orient (9,7 milliards USD en 2008-2009, en hausse de 22,4% par rapport à 2007-2008).
Le Bangladesh possède d'importantes ressources charbonnières et gazières.

## Industrie textile
De nombreuses multinationales occidentales font appel à de la main d’œuvre au Bangladesh, celle-ci étant l'une des moins chères au monde : 30 euros par mois contre 150 ou 200 en Chine. Quatre jours suffisent au Président-directeur général (PDG) de l'une des cinq premières marques mondiales du secteur du textile pour gagner ce qu'une ouvrière de la confection bangladaise gagnera au cours de sa vie. Ce secteur d'activité, qui emploie quatre millions d'ouvriers (85 % sont des femmes, parfois mineures) représentent 80 % des exportations du pays, principalement à destination de l'Amérique du Nord et de l'Europe.
En avril 2013, au moins 1 135 ouvriers du textile meurent dans l'effondrement de leur usine. D'autres accidents mortels dû à l'insalubrité des usines ont touché le Bangladesh : en 2005 une usine s'effondre et provoque la mort de 64 personnes. En 2006, une suite d’incendies tuent 85 personnes et en blessent 207 autres. En 2010, une trentaine de personnes meurent asphyxiées et brûlées dans deux graves incendies.
En 2006, des dizaines de milliers d’ouvriers se mobilisent dans un des plus importants mouvements de grève du pays, qui touche la quasi-totalité des 4 000 usines. L’association des fabricants et des exportateurs de vêtements du Bangladesh (BGMEA) fait appel aux forces de police qui procèdent à une répression. Trois ouvriers sont tués, des centaines d’autres sont blessés par balles, ou emprisonnés. En 2010, après un nouveau mouvement de grève, près de 1 000 personnes sont blessées parmi les travailleurs en raison de la répression.